# ChEMBL
ChEMBL или ChEMBLdb е ръчно подбрана химическа база данни за биоактивни молекули със свойства, предизвикващи лекарства. Поддържа се от Европейския институт по биоинформатика (EBI) при Европейската лаборатория по молекулярна биология (EMBL), базирана в Wellcome Trust Genome Campus, Хинкстън, Обединеното кралство.
Базата данни, първоначално известна като StARlite, е разработена от биотехнологичната компания Inpharmatica Ltd., по-късно придобита от Galapagos NV. Данните са получени за EMBL през 2008 г. с грант от Wellcome Trust, което води до създаването на групата по хемогеномика на ChEMBL в EMBL-EBI, ръководена от Джон Овърингтън.

## Обхват и достъп
Базата данни ChEMBL съдържа данни за биоактивността на съединенията срещу лекарствени цели. Биоактивността се отчита в Ki, Kd, IC50 и EC50. Данните могат да бъдат филтрирани и анализирани, за да се разработят библиотеки за скрининг на съединения за идентифициране на водещи по време на откриване на лекарства.
ChEMBL версия 2 (ChEMBL_02) е пусната през януари 2010 г., включва 2,4 милиона измервания на биоанализа, обхващащи 622 824 съединения, включително 24 000 естествени продукта. Това е получено от курирането на над 34 000 публикации в дванадесет списания по медицинска химия. Обхватът на наличните данни за биоактивност на ChEMBL се разрастваа, за да стане „най-изчерпателната база данни, виждана някога публично“. През октомври 2010 г. е пусната ChEMBL версия 8 (ChEMBL_08) с над 2,97 милиона измервания на биоанализа, обхващащи 636 269 съединения.
ChEMBLdb може да бъде разгледана чрез уеб интерфейс или изтеглена чрез File Transfer Protocol. Базата данни е форматирана по начин, подходящ за компютъризирано извличане на данни, и се стреми да стандартизира дейностите между различни публикации, за да позволи сравнителен анализ. ChEMBL също е интегрирана в други широкомащабни ресурси за химия, включително PubChem и системата ChemSpider на Кралското химическо дружество.

## Свързани ресурси
В допълнение към базата данни групата ChEMBL разработва инструменти и ресурси за извличане на данни.